# Souleidoscopic Luv
Souleidoscopic Luv è il quinto album da solista del cantautore italiano Al Castellana, pubblicato nel 2016 dall'etichetta indipendente Lademoto Records.

## Descrizione
L'album è stato pubblicato in LP e in digitale, quest'ultimo con due tracce bonus. Una delle tracce bonus Be Mine è incluso nella compilation The So Soulful Collection Vol.2, mentre l'altra I Wanna Be By Your Side, remake della canzone di Stevie Wonder, è un featuring con Bashiyra.
I brani, arrangiati e prodotti da Al Castellana e Daniele "Speed" Dibiaggio, sono tutti in lingua inglese come nei due album precedenti.
Il disco è stato preceduto dall'uscita del singolo A Man Like Me il 14 febbraio 2016.

## Tracce
Testi e musiche di Al Castellana.
1. A Man Like Me – 4:55
2. Suzie Smile – 4:40
3. Sunday – 3:46
4. Unconditional Love – 5:05
5. Say You Love Me – 3:27
6. Souleidoscopic Love – 3:45
7. A Day To Remember – 3:51
8. You Teach Me – 4:20
9. Remember This Love – 3:23
10. I Want U U Want Me – 3:56
11. I Wanna Be By Your Side (feat. Bashiyra) – 4:02
12. Be Mine – 4:09

## Singoli
- A Man Like Me - (16 aprile 2016)